# Visitors (specie immaginaria)
I Visitors, chiamati anche Visitatori nelle prime serie, sono una immaginaria specie extraterrestre protagonista della miniserie televisiva intitolata in italiano V – Visitors, della successiva serie televisiva intitolata Visitors e del remake del 2009 V.

## Miniserie e serie del 1984
Provengono dal quarto pianeta della stella Sirio, hanno un aspetto estetico di rettile umanoide, che possono mascherare con un comune aspetto umano per sfuggire alla istintiva repulsione dei terrestri e ottenerne la fiducia. Sono in grado di parlare in lingua umana, ma la loro voce mantiene un inconfondibile tono metallico che li contraddistingue.
Si nutrono di animali vivi e dimostrano di avere una particolare predilezione per gli animali a sangue caldo. A tal proposito sono caratteristiche le sequenze dove inghiottono dei topi di campagna ancora vivi e formiche croccanti.
Per sfuggire all'estinzione del loro pianeta hanno deciso di invaderne un altro con caratteristiche simili. La conquista della Terra è stata ordinata dal loro Capo Supremo, su istigazione della sua amante Diana.
Una volta scoperto il loro vero aspetto e le loro vere intenzioni, la Resistenza riesce a sconfiggerli grazie alla diffusione di una tossina che per gli umani è innocua ma per i Visitors è letale. Solo alcuni di essi sono riusciti a sfuggire, e torneranno in seguito per combattere nuovamente: la guerra termina quando il loro Capo Supremo sposa Elizabeth Maxwell, la figlia dello spazio nata da un alieno ed una terrestre.
Nel corso della loro invasione le loro astronavi sono apparse inizialmente nei cieli delle seguenti città: Washington, New York, Los Angeles, Chicago, New Orleans, San Francisco, Houston, Roma, Firenze, Mosca, Vladivostok, Leningrado, Londra, Parigi, Atene ed Il Cairo.

## Serie del 2009
Nella serie del 2009, i Visitors sono governati dalla regina Anna e sono giunti sulla Terra dopo averla studiata per diversi decenni (vengono trovati resti di Visitors risalenti a 50 anni prima) dopo aver scoperto la loro razza in seguito alle esplosioni delle bombe atomiche. Per mascherare il loro aspetto hanno clonato la pelle umana e se ne sono rivestiti per poi rivelarsi con l'apparizione di 29 navi che si stabiliscono sui cieli delle maggiori città del globo.
A causa della cancellazione della serie i loro scopi non sono del tutto chiariti, in ogni caso essi creano centri di cura per gli umani e iniettano poi un farmaco (R6) capace d'integrarsi al DNA umano per tracciarlo, come animali, e analizzarlo; questo per localizzare quelli geneticamente migliori e selezionarli per il progetto "vivere a bordo", in cui gli umani scelti "casualmente" vengono invitati a trascorrere un certo periodo sulle navi madri, questo permette ai Visitors di estrarre loro il DNA e miscelarlo assieme in un'unica formula concentrata, che sarebbe poi stata iniettata in 29 ragazzi umani predisposti appositamente fin dal concepimento per avere dei "vuoti" nel loro codice genetico, proprio per riempirlo con tale soluzione; quindi tra questi ne sarebbe stato scelto uno da far accoppiare con Lisa, la figlia di Anna, al fine di produrre una generazione più evoluta della precedente (si lascia intendere che i Visitors abbiano eseguito tale processo con altre razze su numerosi pianeti, difatti i resti del visitor vecchio di 50 anni ha un DNA mille volte più evoluto di quello umano, ma quello dell'infiltrata Malik, della penultima generazione, è ancora più evoluto).